# Pietro Marescalchi
Pietro de' Marescalchi detto lo Spada (o Marascalchi, Mariscalchi; Feltre, 1522 – Feltre, 9 maggio 1589) è stato un pittore italiano, attivo dopo la metà del XVI secolo in area veneta e, soprattutto, in provincia di Belluno.

## Biografia

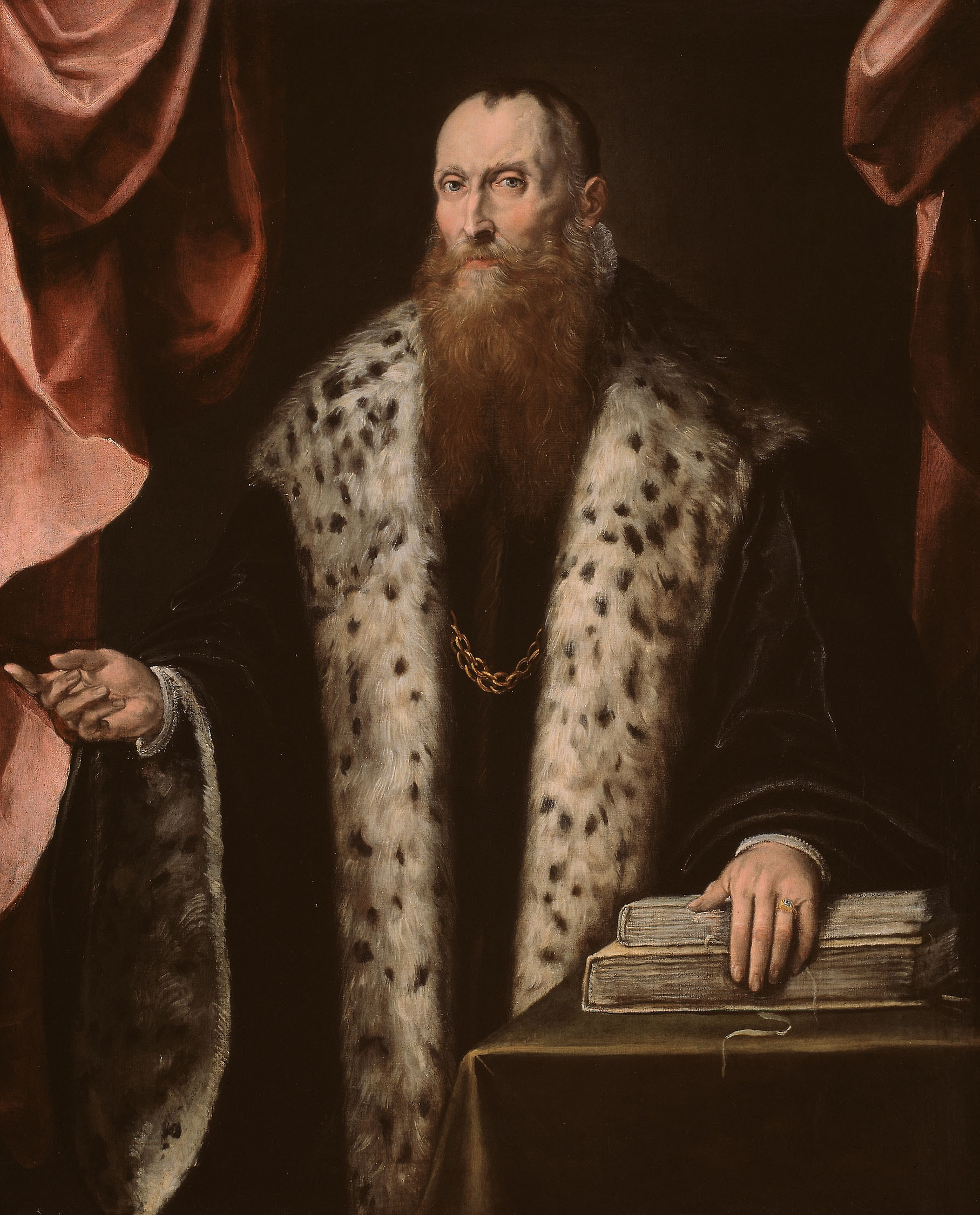
Ritratto di un gentiluomo

Fu influenzato dalla scuola bassanese dell'epoca. Di lui si ricordano sia opere su tela che ad affresco. Di quest'ultima tecnica ha lasciato alcuni esempi sulle facciate dei palazzi del centro storico di Feltre, nell'atrio di casa De' Mezzan, nella chiesa di San Marco a Mugnai detta "cesola", nella villa Bellati di Tussui, nel loggiato di villa Tonello ad Arten e nella sala al primo piano del palazzo Tomitano di Feltre.
Fra i suoi quadri notevole è la pala della Madonna della Misericordia nella concattedrale di Feltre. Anche nel museo civico esistono suoi lavori come le Nozze mistiche di Santa Caterina e il Ritratto del medico centenario Zaccaria Dal Pozzo. Senza contare il suo probabile apporto alla decorazione delle stanze del museo – il palazzo Villabruna – con riquadri in finto marmo ocra le cui venature fingono figure mitologiche secondo l'ispirazione del primo stile romano classico.
Nel 1994 è stata pubblicata la tesi di laurea su di lui di Maria Cristina Bagolan che, sotto la guida del professor Terisio Pignatti, è stata la prima a redigere una sua biografia critica. Nello stesso anno è stata proposta a Feltre una mostra a lui dedicata a cura della Sovrintendenza di Venezia e in particolare della dottoressa Giuliana Ericani. Il catalogo della mostra è veramente ricco di spunti ed è opera di vari autori. Vi emerge l'influenza del pittore Morto da Feltre specialmente nell'affresco e nello stile a volte "impressionista", sempre comunque colorista, delle sue opere. Marescalchi ha portato a Feltre le ricerche pittoriche delle capitali dell'arte del Cinquecento italiano: Roma, Firenze, Venezia, anche se non pare mai si sia recato oltre Asolo. Probabile quindi che l'ispirazione delle opere provenga dallo studio dei lavori di Morto da Feltre che tali città aveva visitato aggiornando la propria arte alla pittura antica e alla declinazione moderna che esse proponevano.
Nel 1571, nella chiesa di San Pietro a Lamon, realizzò la pala centrale del trittico dell'altare maggiore che raffigura la Madonna con in braccio il bambino che tiene in mano la mela e ai lati le figure dei santi Pietro e Paolo, titolari della chiesa, nella sommità due angeli che recano i simboli del martirio; la tavola fu ricordata dal vescovo Giacomo Rovellio nel 1585, ma la prima descrizione dettagliata risale al 1642. Questa pala venne acquistata dal pievano Paolo Cattaneo, ossia il parroco, e venne portata anche a Feltre, in occasione dei funerali dell'artista e esposta per un certo periodo nella cattedrale di Feltre. La pala venne restaurata dal prof. Aldo Benni nel 1926, una seconda volta nel 1966 e una terza volta negli anni ottanta.